# Рентабельність
Рентабельність (від нім. rentabel — прибутковий, корисний) — це співвідношення прибутку і витрат, виражене у відсотках. Рентабельність є відносним показником, і вона необхідна для аналізу господарської та економічної діяльності будь-якого підприємства. Саме через таку відносність, показники рентабельності двох і більше різних підприємств можна порівнювати один з одним і розуміти таким чином, яке з них є ефективнішим.
На рентабельність можуть впливати різні чинники: і джерела капіталу, і вартість активів, оборотних коштів, і розмір виручки, і ще багато чого. Рентабельність дозволяє побачити, скільки прибутку отримано з кожного витраченого долара, гривні або іншої валюти.

## Окремі різновиди рентабельності

### Рентабельність вкладених коштів
- загальний рівень рентабельності підприємства:

Рп = (ВП/С) х 100 %
де ВП — валовий прибуток підприємства, грн.;
С — загальна виробнича собівартість, грн.
- рентабельність виробничих фондів:

де ОФ — вартість виробничих фондів, грн.
- рентабельність сукупних активів:

де А — середня сума активів балансу підприємства, грн.
- рентабельність власного (акціонерного) капіталу:

де ЧП — чистий прибуток підприємства, грн.;
ВК — сума власного капіталу, грн.

### Рентабельність продукції
або: Рп = (ВП/Q) х 100 %
де СТП — повна собівартість товарної реалізованої продукції, грн.;
Q — обсяг реалізованої продукції, грн

### Інші види
- Рентабельність основних засобів — відношення чистого прибутку до основних засобів

- Рентабельність продаж (Margin on sales, Return on sales) — відношення чистого прибутку до виторгу.
- Рентабельність активів (ROA) — відношення операційного прибутку до середнього за період розміру сумарних активів

- Коефіцієнт базової прибутковості активів (Basic earning power) — відношення прибутку до виплати податків і відсотків від одержання до сумарної величини активів

- Рентабельність власного капіталу (ROE) — відношення чистого прибутку до середнього за період розміру власного капіталу

- Рентабельність інвестованого капіталу (ROIC) — відношення чистого операційного прибутку до середнього за період власного і залученого капіталу

ROI = (чистий прибуток — розмір вкладень) / розмір вкладень х 100 %
- Рентабельність сумарних активів (ROTA) = Прибуток до оподаткування / Сукупні активи
- Рентабельність чистих активів (RONA) = Прибуток до оподаткування / Чисті активи
- Рентабельність націнки (Profitability of the margin) — відношення собівартості продукції до продажної ціни
- Рентабельність загальних витрат — відношення чистого прибутку до загальних витрат
- Рентабельність виробництва = Прибуток / (Вартість основних фондів + вартість оборотних коштів)

## Фактори впливу
Домогтися високої рентабельності прагне кожен підприємець або керівник бізнес-проекту. Але, щоб правильно її розрахувати, потрібно врахувати вплив різних факторів, які бувають зовнішніми або внутрішніми.

### Зовнішні фактори
Зовнішнім є вплив, який може благотворно або, навпаки, негативно впливати на розвиток компанії, але не залежить від самого підприємства. Керівник або власник бізнесу змушений шукати шляхи виходу з ситуації завдяки зовнішнім чинникам ситуації, підлаштовуватися під неї.
Наприклад: зміна податкового законодавства — підвищення ПДВ з 18 до 20 % збільшує витрати компанії, доводиться витрачатися на перепрошивку касового апарату, щоб змінити ставку податку в чеку. Так як ПДВ включається у вартість продукції і підвищує її, це зменшує платоспроможний попит, що може погано відбитися на рентабельності компанії.
На рентабельність впливають такі зовнішні чинники:
- Попит;
- Розташування підприємства;
- Конкуренція;
- Інфляція, погіршення економічної ситуації;
- Санкції;
- Зміни в законодавстві;
- Розробка нових технологій та інші.

Рентабельність фірми в залежності від розташування відрізняється, наприклад, в Києві та Конотопі.
Якщо товар користується підвищеним попитом — наприклад, квіти перед 8 березня — продаж буде рентабельним навіть при високій конкуренції.
Технологічні нововведення — гаджети, відеоігри, побутова техніка, викликають високий інтерес покупців і гарантують продавцю підвищену прибутковість.
Загальне погіршення економічної ситуації в країні, фінансова криза через воєнний стан, різкий стрибок інфляції знижують рентабельність компаній і погіршують розвиток бізнесу в цілому.

### Внутрішні фактори
Це особливості самого підприємства, які впливають на рівень рентабельності. До них відносяться:
- Обсяг, структура і якість товарів;
- Проведення або відсутність маркетингових і рекламних кампаній;
- Умови й продуктивність праці персоналу, вміння та навички співробітників, мікроклімат в колективі;
- Питання ціноутворення та фінансової політики компанії;
- Ділова репутація фірми й відносини з постачальниками, клієнтами, контролюючими органами;
- Організація логістики: постачання, зберігання і збут товарів;
- Стан основних фондів, обладнання та ін.

Наприклад, ТОВ «Сузір'я», що виробляє друковану продукцію, розширює випуск рекламних листівок, календарів, журналів і книг, залучає до розробки відомих дизайнерів і художників, вкладається в придбання нового обладнання для друкування та упаковки — це підвищує рентабельність виробництва. Але такі внутрішні фактори, як відсутність рекламних акцій, знижок на товар через нерозвиненість маркетингу, збої в збуті продукції, порушення зобов'язань перед постійними клієнтами погано відбиваються на прибутковості компанії.

## Шляхи підвищення
Якщо показники рентабельності низькі або навіть негативні й не влаштовують власників бізнесу та інвесторів, існують способи підвищити ефективність роботи компанії:
- Збільшення потужності виробництва — за рахунок покупки нового або вдосконалення наявного обладнання нарощується обсяг вироблення і підвищується прибуток. Застосування новітніх технологій в обладнанні збільшує продуктивність праці і економить трудові ресурси.
- Поліпшення якості товару веде до зростання купівельного попиту і підвищення продажів.
- Зниження витрат на виробництво продукції — потрібно знайти постачальників, що пропонують постачати сировину або товари для перепродажу на вигідних умовах. При цьому зниження собівартості не повинно відбитися на якості товарів.
- Розробка і поліпшення маркетингової політики фірми — корисний інструмент для підвищення продажів і рентабельності. Вдала маркетингова стратегія круто змінює життя компанії, наводить сотні, якщо не тисячі клієнтів. Наприклад, компанія «Coca-cola» створила автомат для газованої води, який просить його обійняти, за обійми з автоматом людина отримувала банку напою безкоштовно. Ця маркетингова акція збільшує лояльність клієнтів до компанії, що приносить реальні гроші і підвищує рентабельність.

Інструменти просування й реклами дуже різні: акції, знижки, конкурси, купони, безкоштовна роздача зразків товару. Можна використовувати соцмережі або банери, створити впізнавану торговельну марку або бренд. Розробка власного продукту, що зацікавив покупця, гарантує хороший прибуток.